# Kościół Mariacki w Reutlingen
Kościół Mariacki (niem. Marienkirche) – gotycka, luterańska świątynia parafialna znajdująca się w niemieckim mieście Reutlingen.

## Historia
Kościół wzniesiono po oblężeniu Reutlingen przez wojska Henryka Raspego, podczas którego to mieszkańcy obiecali zbudować świątynię poświęconą Najświętszej Maryi Pannie w przypadku wycofania się najeźdźców. Prace budowlane trwały w latach 1247–1343. Był filią parafii z siedzibą przy położonym poza murami kościele śś. Piotra i Pawła, osobną parafię erygowano po nadejściu reformacji. W 1726 budynek został zniszczony podczas pożaru miasta. Kościół wyremontowano w latach 1893–1901, nadając mu cechy neogotyckie. W 1988 roku świątynię wpisano do rejestru zabytków.

## Architektura i wyposażenie
Świątynia gotycka, trójnawowa, o układzie bazylikowym. Wieża kościoła ma 71 m wysokości, wieńczy ją złocona figura anioła. Wnętrze zdobi późnogotycka ośmioboczna chrzcielnica z 1499 roku, zdobią ją wizerunki ośmiu z dwunastu apostołów, symbole siedmiu sakramentów (wg katolickiej teologii) oraz scena Chrztu Pańskiego. We wnętrzu zachował się również późnogotycki, kamienny ołtarz Grobu Pańskiego.
Organy wykonało w 1988 roku przedsiębiorstwo Rieger Orgelbau, zainstalowano je w zabytkowym prospekcie z ok. 1900 roku projektu Heinricha Dolmetscha. Składają się z trzech manuałów, pedału i 53 głosów.

## Galeria

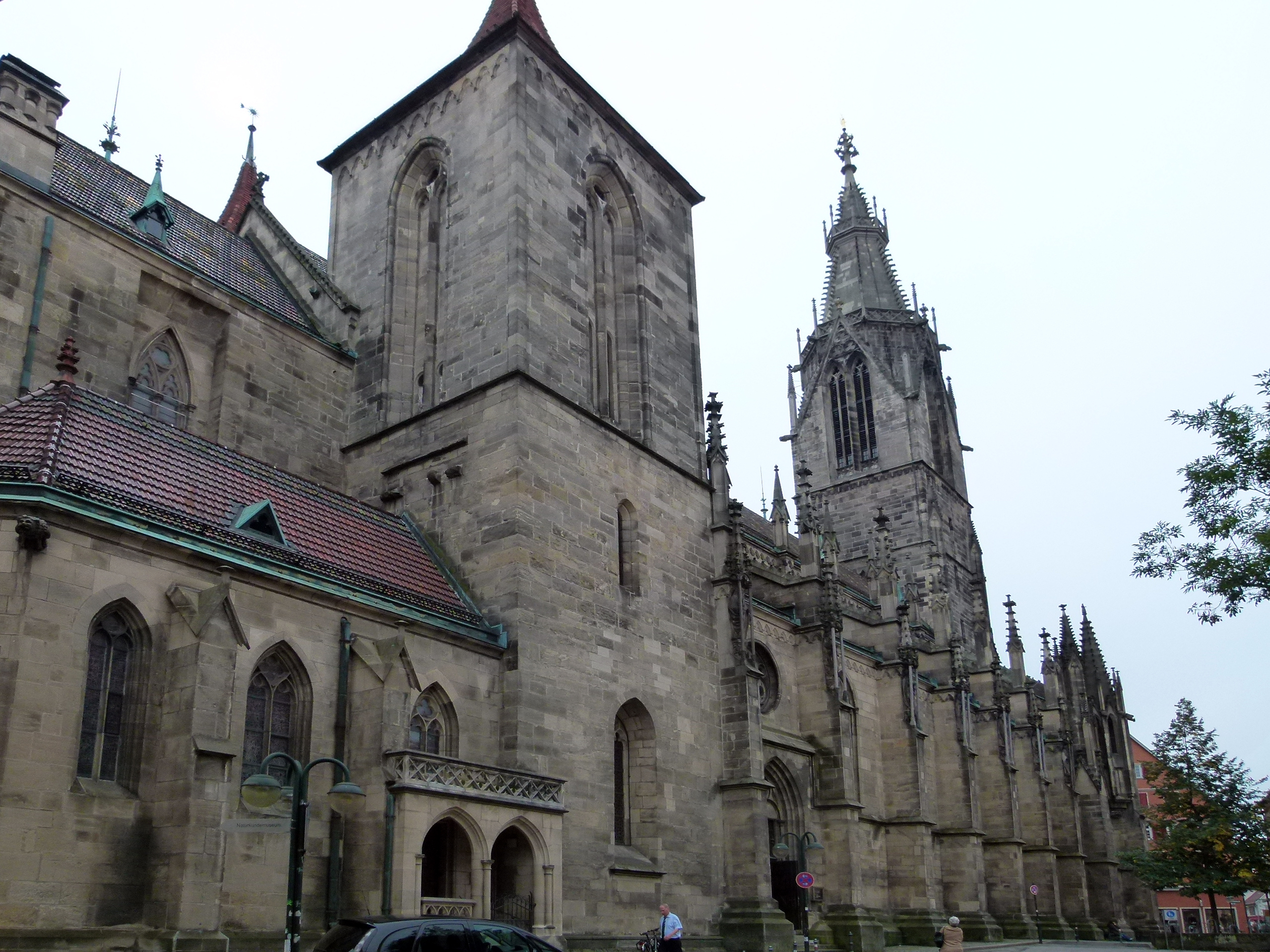
Widok z północnego wschodu
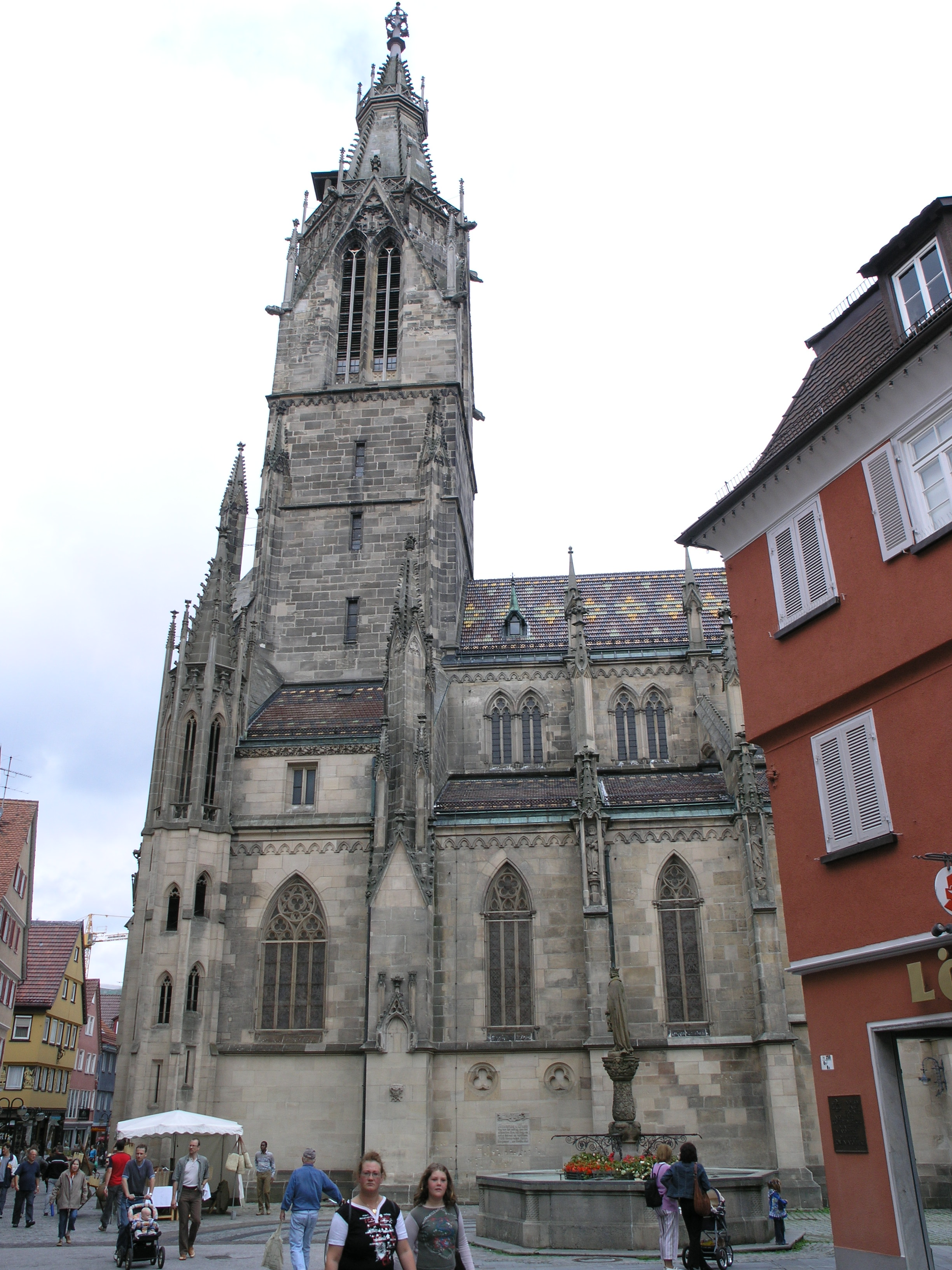
Widok z południowego wschodu
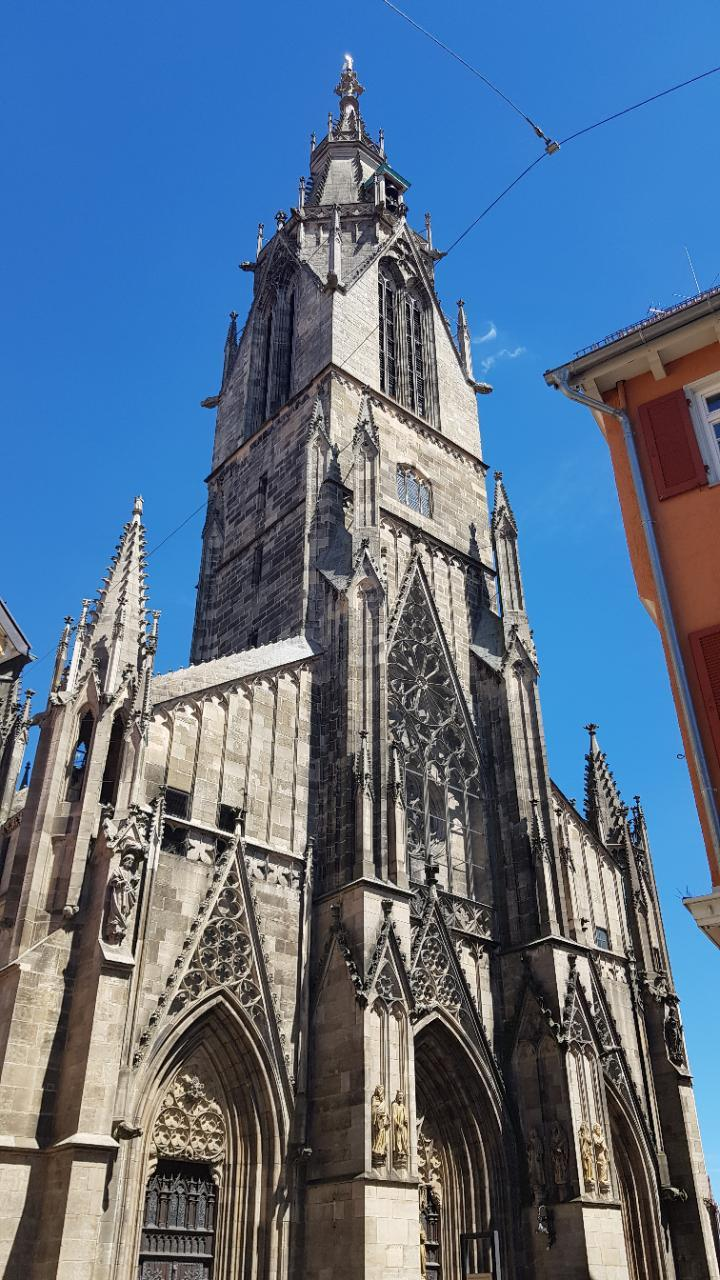
Fasada
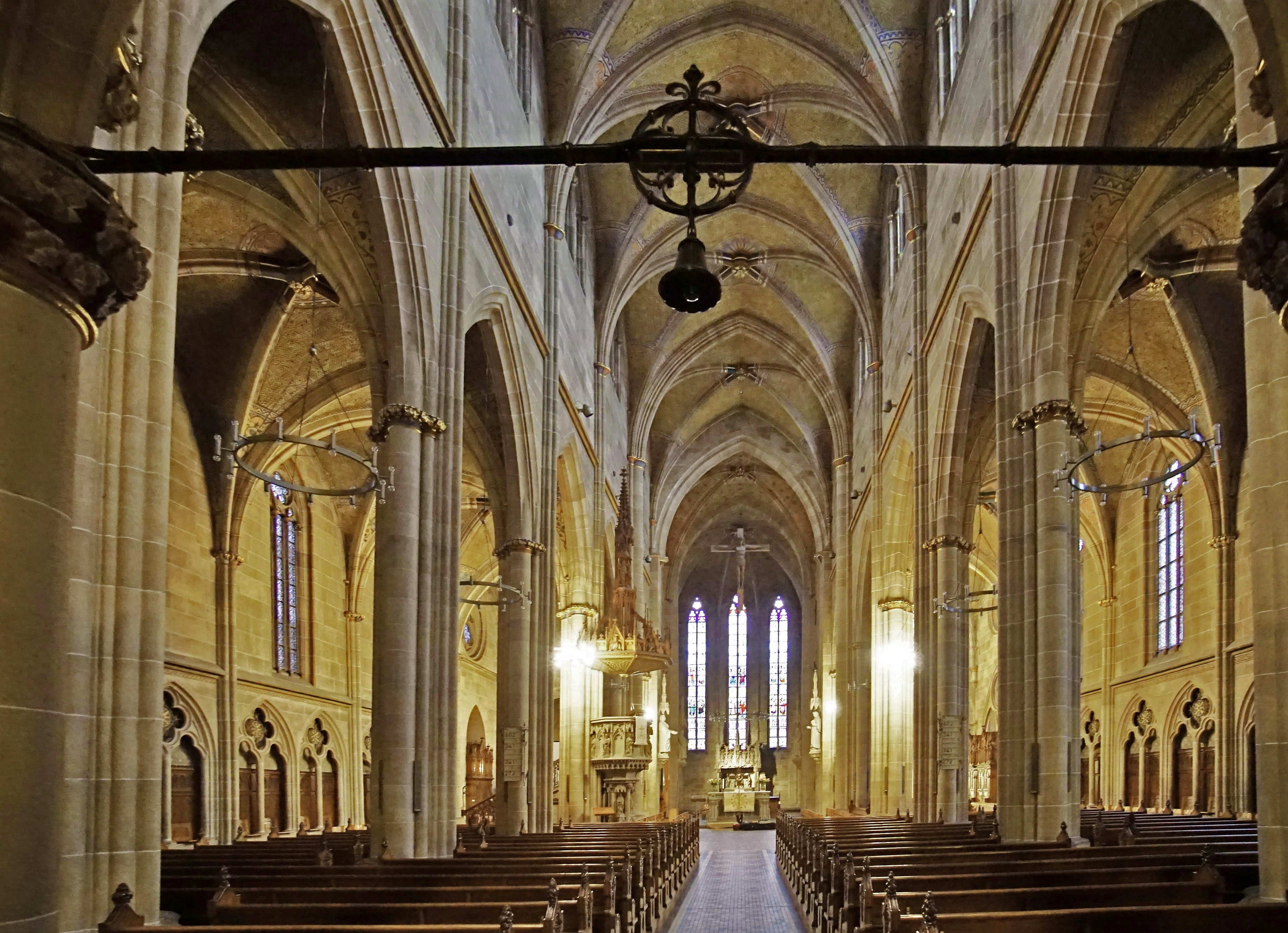
Wnętrze
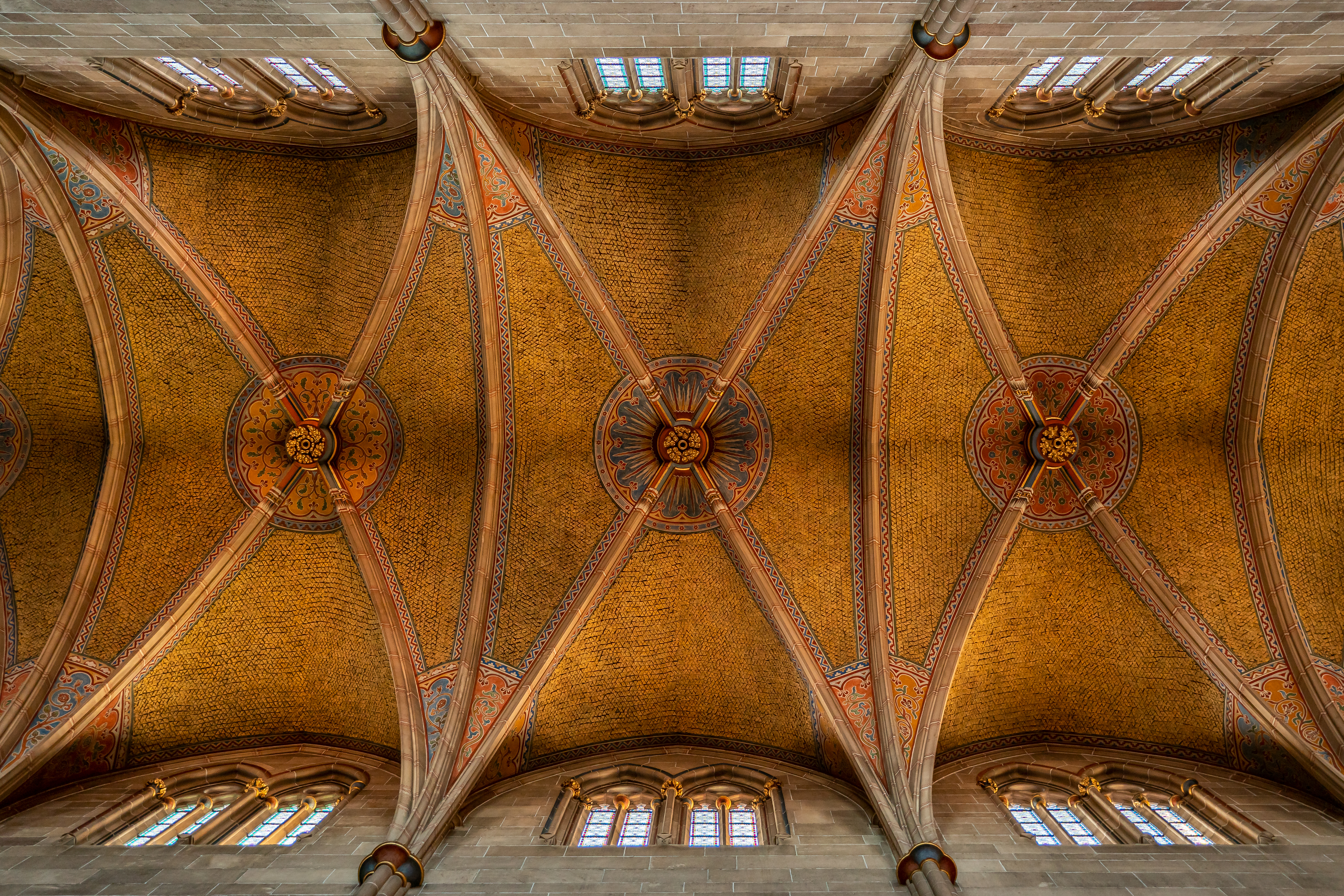
Sklepienie
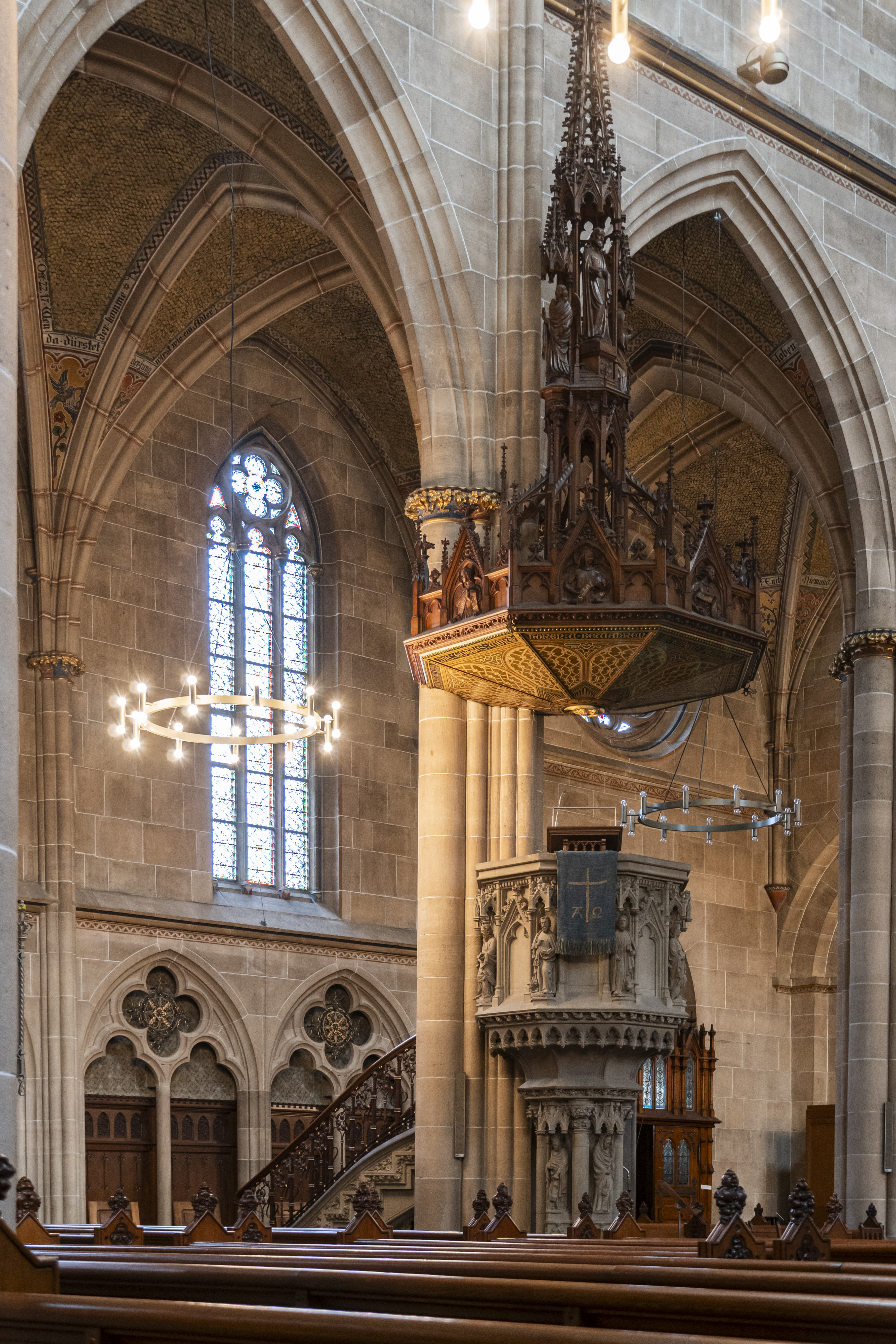
Ambona
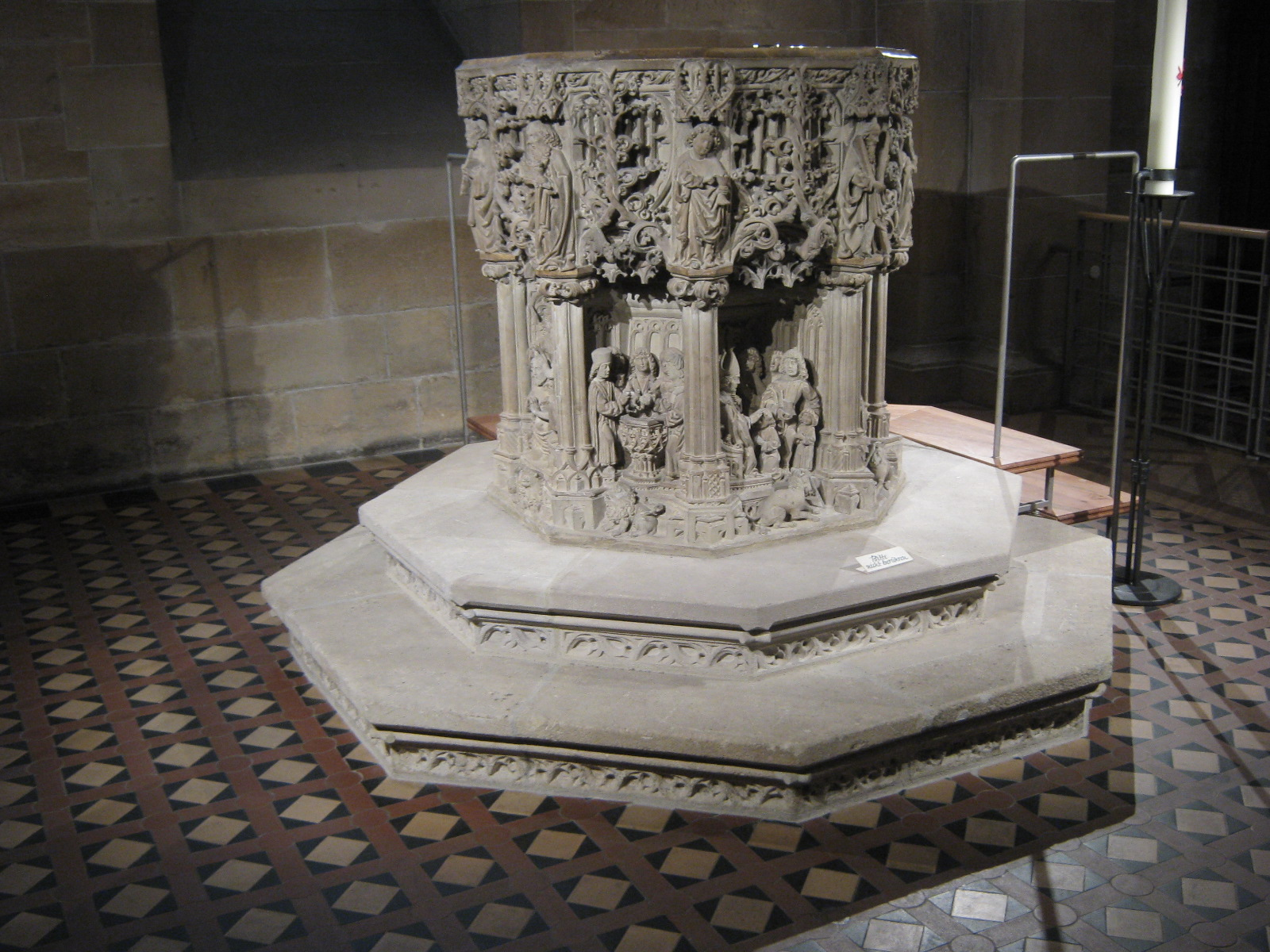
Późnogotycka chrzcielnica
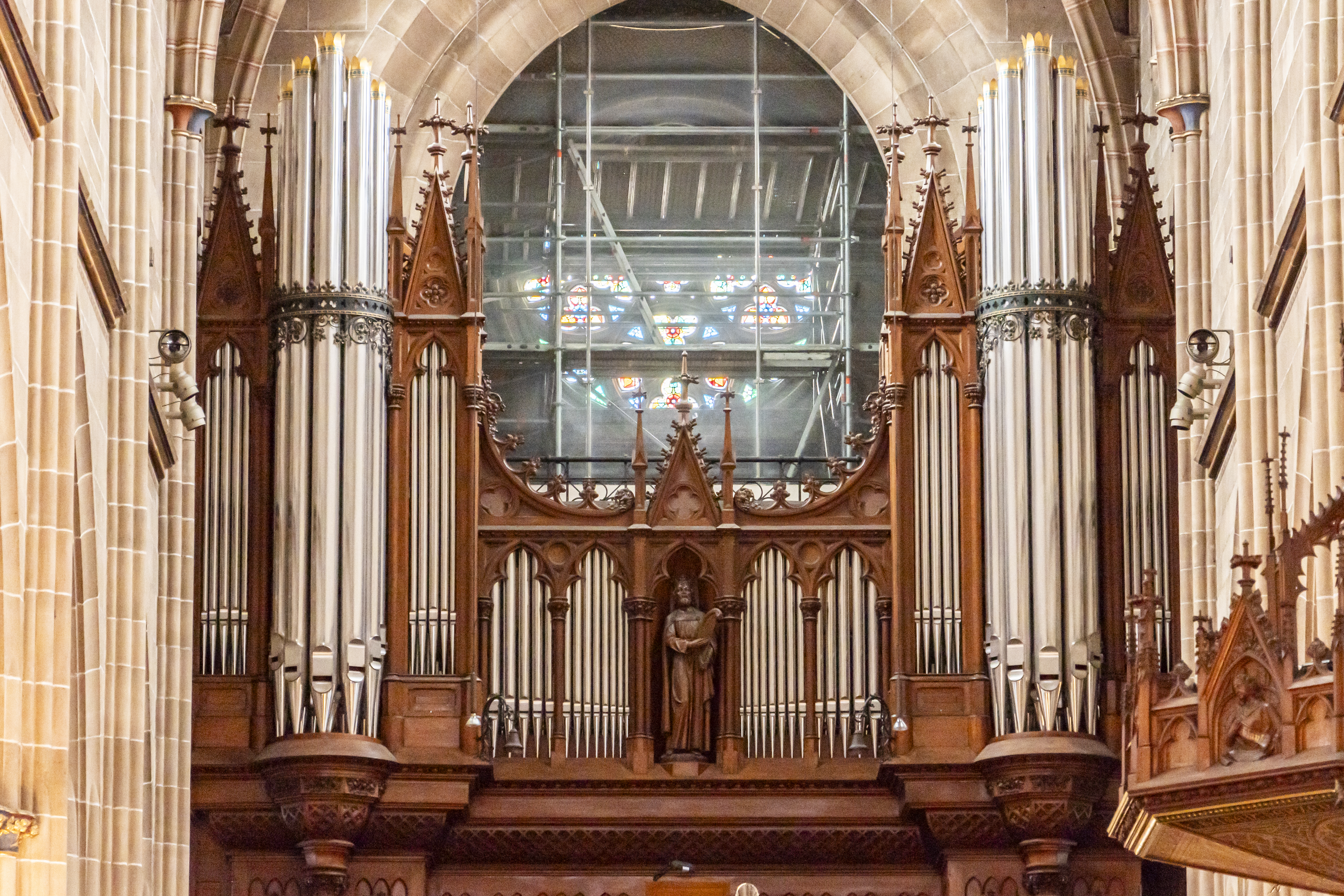
Organy